# دوروثي هانسين أندرسون
دوروثي هانسين أندرسون (Dorothy Hansine Andersen) طبيبة وباحثة علمية أمريكية. ولدت في 15 مايو 1901 وتوفيت عام 1963 طبيبة عامّة وطبيبة أطفال أخصائيّة علم أمراض أمريكيّة كانت أول من اكتشف التليّف الكيسي ، وأول من وصف المرض وأول من أطلق عليه اسمه .
في عام 1939، حصلت على جائزة E.Mead Johnson للتعرف على المرض. وفي عام 2002 تم إدخالها في قائمة مشاهير النساء الوطنيّة.

## حياتها المبكر
ولدت دوروثي هانسن أندرسون في أشفيل بولاية نورث كارولينا في 15  أيار 1901. توفي والدها هانز بيتر أندرسون عندما كان عمرها 13 عامًا، عام 1914.
اعتنت بوالدتها المريضة حتى وفاتها بعد ست سنوات. بعد أن انتقلوا إلى سانت جونز بري فيرمونت, توفيت والدة أندرسن في عام 1920.
بعد تحسن وضعها المادي من خلال العمل في الكليّة ، بدأت في دراسة الطب في كلية جونز هوبكنز للطب في بالتيمور، وهي واحدة من خمس نساء فقط في مجالها 

## تعليمها ومهنتها الأوليّة
في عام 1922 ، تخرجت أندرسون بدرجة البكالوريوس في الآداب في علم الحيوان والكيمياء من كليّة ماونت هوليوك. في وقت لاحق ، التحقت بكليّة الطّب بجامعة جونز هوبكنز حيث أجرأت البحوث تحت إشراف العالمة فلورنس رينا سابين. كانت أول ورقتين بحثيتين لأندرسون على الأوعية اللمفاويّة والدمويّة في الأعضاء التناسليّة لإناث الخنازير. تم نشر كل من هذه الأوراق في مساهمات في علم الأجنّة.
بعد التخرج من كلية الطب بجامعة جونز هوبكنز، عملت أندرسون كمساعدة تدريس في علم التّشريح في كلية الطب في روتشستر. بعد عام أصبحت متدربة للجراحة في مستشفى سترونج ميموريال في روتشستر ، نيويورك. بعد أن أكملت عام التدريب، حُرمت أندرسن من العمل في الجراحة العامة في المستشفى بسبب جنسها. دفعها إنكار هويتها والتركيز على البحث.
في عام 1929 ، بدأت العمل في كلية الأطباء والجراحين بجامعة كولومبيا كمساعدة في علم الأمراض. في وقت لاحق ، طُلب منها الانضمام إلى هيئة التدريس كمدرسة في كلية الطب في كولومبيا.
من أجل تعزيز مسيرة البحث الخاصّة بها ، بدأت أندرسون العمل على درجة الدكتوراه في العلوم الطبية من خلال دراسة طب الغدد الصّماء في جامعة كولومبيا. على وجه التحديد ، درست تأثيرات الغدد الصماء على ظهور ومعدل النضج الجنسي في الفئران. بحلول عام 1935، حصلت على الدكتوراه من جامعة كولومبيا.

## تخصصها
أخصائية علم الأمراض في مستشفى الأطفال في مركز كولومبيا الطبي. هذا هو المكان الذي بقيت فيه أندرسون لبقيّة حياتها المهنية الطبية. في عام 1945 ، حصلت أندرسون على لقب طبيبة أطفال مساعدة في المستشفى.
بسبب معرفتها وخبرتها السابقة بعلم التشريح ، تم تعيينها مستشارة في معهد القوّات المسلحة لعلم الأمراض خلال الحرب العالمية الثانية. في عام 1952 ، أصبحت رئيسة قسم علم الأمراض في مستشفى الأطفال. في وقت لاحق من ذلك العام ، حصلت دوروثي هانسن أندرسون على جائزة إليزابيث بلاكويل ( أول امرأة أمريكية حصلت على شهادة الدكتوراه في الطب).

## مسيرتها في البحث
خلال مسيرتها البحثية، درّست دوروثي هانسن أندرسون العديد من الأطفال الذين يعانون من مشاكل في الجهاز الهضمي أو التنفس، وأجرت تشريح الجثث على أولئك الذين ماتوا من هذه المشاكل. أثناء التشريح، لاحظت أن العديد من المرضى الذين ماتوا من مرض الاضطرابات الهضمية لديهم أكياس مملوءة بالسوائل محاطة بندبات على البنكرياس. ووجدت أيضًا ندوبًا مماثلة وتلفًا في الأنسجة في الرئتين. أدت هذه العوامل إلى استنتاج مفاده أن تلف الرئة والبنكرياس جاء من نفس المرض الذي أسمته "التليف الكيسي للبنكرياس". يصف الاسم الكيسي للكيسات التي وجدت أن التليف يصف النسيج الندبي في الرئتين والبنكرياس. نُشر بحثها في المجلة الأمريكية لأمراض الأطفال عام 1938. في عام 1942 في مستشفى الأطفال ، طورت أندرسن أول اختبار تشخيصي فعال للتليف الكيسي مع Paul di Sant'Agnese، الذي عمل أيضًا في جامعة كولومبيا. في عام 1948 ، منحت الأكاديميّة الأمريكيّة لطب الأطفال لوحة بوردن البرونزية لأندرسون نتيجة أبحاثها الناجحة في التغذيّة بعنوان "تحديد فعالية المضادات الحيويّة المختلفة في تخفيف التهابات الجهاز التنفسيّ التي كانت السبب الرئيسي للوفاة من التليف الكيسي".
بحلول عام 1958 ، كانت أندرسون أستاذة متفرغة في كلية كولومبيا للأطباء والجراحين. خلال هذا الوقت من حياتها المهنية ، كتبت أندرسون في مجلة الأمراض المزمنة أن نتائج بحثها تتوافق مع التليف الكيسي ، مرض وراثي يُعتقد أنه قاتل في سن الرضاعة المبكرة، ومع ذلك، وجدت أن العديد من المرضى كانوا على قيد الحياة حتى البلوغ المبكر. نشرت أندرسون ورقتها البحثية الأخيرة في عام 1959 حول تكرار حدوث التليف الكيسي لدى الشباب. لم يتمكن الباحثون من تحديد سبب التليف الكيسي حتى أوائل الثمانينيات، وفي ذلك الوقت تم التأكيد على أن طفرة واحدة كانت سبب التوليف غير الكامل لبروتين عبر الغشاء ينتج عنه إفرازات سميكة وسدّة بشكل رئيسي في البنكرياس والجهاز التنفسي.
بالإضافة إلى أبحاثها حول التليف الكيسي ، قامت أندرسون أيضًا في البداية بالتحقيق ووصف مرض نادر لتخزين الجليكوجين، المعروف أيضًا باسم مرض أندرسون نسبة إليها .

## حياتها الشخصية
كانت أندرسون محبوبة كأستاذة. كان لديها شخصية متحفظة, على الرغم من أن دوروثي هانسين أندرسون غالبًا ما توصف بأنها "ليست سيدة" ، إلا أنها تمتعت بأسلوب حياة نشط يتضمن المشي لمسافات طويلة والتجديف والنجارة. ودافع عنها أنصار موهبتها وإسهاماتها في مجال الطبّ المهني بعد هذه الانتقادات.
قرب نهاية حياتها المهنية ، أصيبت أندرسون بسرطان الرئة وخضعت لعملية جراحية في عام 1962. توفيت دوروثي هانسين أندرسون عن عمر يناهز 61 عامًا في 3 مارس 1963 ، في نيويورك.

## الجوائز
حصلت على جائزة إي ميد جونسون(التي قدمتها جمعية أبحاث طب الأطفال ، تأسست عام 1939 لتكريم إنجازات البحوث السريرية والمخبرية في طب الأطفال) عام 1939 لاعترافها بهذا المرض.
جوائز بعد وفاتها
بعد وفاتها في عام 1963 ، حظي عملها بمزيد من التقدير. تم تكريمها بميدالية الخدمة المتميزة في مركز كولومبيا المشيخي الطبي. تخليدا لذكرى عملها على التليف الكيسي ، وتم إدخال دوروثي هانسين أندرسون في قاعة مشاهير النساء الوطنية, عام 2002